# 百濟三書
百济三书（くだらさんしょ）是人們對記載百济歷史的三本史書的统称，這三本史書分別為百济記（くだらき）、百济新撰（くだらしんせん）和百济本纪（くだらほんき）。百济三书虽然没有流传到今天，但其中的部分内容（轶文）被日本書紀引用。百济三书中的百济本纪与三国史记中的百济本纪並不是同一史書。

## 内容
从日本书纪中引用的轶文可以确定，百濟三書記載了從近肖古王至威德王的近200年的百濟歷史。井上光貞估计，百济記的體裁以叙事為主，另外兩本史書應該都是编年史。

## 成書
这三本书大約在養老四年（720年）之前成書。
三品彰英指出，百濟記應該是在推古天皇时期（6世纪末或7世纪初）成書。井上光貞指出，在660年百济被灭之后，当时与百济有密切联系的日本接收了大量的流亡者，這些流亡者将百济的记录带到了日本，被当时的學者用来编纂这三本书。根据这一理论，百濟三書應該是在663年至720年间编纂的。遠藤慶太估计，百濟記和百济本纪成書于7世纪上半叶，是由百济渡來人撰写的，作者是田邊史等人的祖先，在百濟滅亡前就在日本担任書記官。据说他編寫史书的目的是為了呼吁日本支援当时正遭受新罗入侵的百济。